# Kúviðarhæðir
Kúviðarhæðir är en kulle i republiken Island. Den ligger i regionen Norðurland eystra, 300 km nordost om huvudstaden Reykjavík. Toppen på Kúviðarhæðir är 361 meter över havet.
Trakten runt Kúviðarhæðir är nära nog obefolkad, med mindre än två invånare per kvadratkilometer. Det finns inga samhällen i närheten. Trakten runt Kúviðarhæðir består i huvudsak av gräsmarker.